# 古後公隆
古後 公隆（こご きみたか、1976年11月13日 - ）は、日本の作曲家・編曲家・ピアニスト・チェリスト。京都府宇治市出身。

## 来歴
4歳よりピアノ、5歳より作曲を始める。1994年、京都市立芸術大学音楽学部作曲専修に入学。1997年、同大学中途退学。
2000年より、テレビCM、ゲーム音楽、プロジェクションマッピング、ミュージカルなど各方面に楽曲を提供している。
2011年代以降はサイレント映画の伴奏者としても活動しており、チャップリン、ヒッチコックら20世紀初頭の歴史的監督作品の修復版世界初公開・日本初公開など数々のワールドプレミア・ジャパンプレミアに携わっている。
サイレント映画に声優がライブで声を当てるイベント「声優口演」では、2012年以降、羽佐間道夫、野沢雅子、山寺宏一その他多くの人気声優と度々共演し話題となる。
2008年～2012年、京都造形芸術大学（現京都芸術大学）・講師。2020年から大阪音楽大学短期大学部・講師。2021年から大阪音楽大学・講師。

## 作品

### テレビ番組
- あの日を胸に"生きる" 阪神・淡路大震災15年（2009年）（NHK総合）（編曲）
- 「芸能百花繚乱」日本舞踊協会新作公演「走れメロス」（2012年）（NHK総合）(チェロ演奏)
- あの日を胸に"生きる" 阪神・淡路大震災20年（2014年）（NHK総合）（作編曲・チェロ演奏）

### 映画
- チャップリン・ザ・ルーツ 傑作短編集（2012年） （作編曲・ピアノ・チェロ演奏）
- ミュジコフィリア（2021年） （主題ピアノ曲ほか作編曲）

### ゲーム
- ぐるみん(2004年)(windows/エンディングテーマ編曲)
- ザ・ソングス・オブ・ゼメス ~イース6ボーカルバージョン(CDアルバム/編曲)
- ソーサリアンオンライン(2006年)(オンラインゲーム/編曲)
- のだめカンタービレ 楽しい音楽の時間デス(2010年)(ニンテンドーDS/編曲)
- anywhereVR(2016年)(playstation VR/チェロ演奏)

### ミュージカル
- 劇団とっても便利「信長とボク　ボクのママ」（主演：高嶺ふぶき、福本清三　作曲・脚本・演出：大野裕之・2011年・編曲）
- コスモスオリジナルミュージカル Stand By Me 2017（脚本：中村進　演出：西園寺章雄・2017年・作編曲）

### その他
- フラッシュモブ カルビーdeepo(2014年・作編曲)
- 大阪大学オープンキャンパス・テーマ曲(2014年・作編曲)
- 立命館大学大阪いばらきキャンパスオープン・テーマ曲(2015年・作編曲)
- 東映太秦映画村4Dマッピングショー「龍の伝説」(2015年・作編曲)
- ILLUSION MUSEUM～幻影博物館～ マジックショー(2018年・作編曲/演奏)

## 出演

### 映画イベント
- 「泥棒を捕まえる人（フォード・スターリング監督）」日本初公開(HEP HALL/2011年・ピアノ演奏)
- 「声優口演ライブ『したコメ meets チャップリン』」(浅草公会堂/2014年・ピアノ・チェロ演奏)
  - 共演：羽佐間道夫、野沢雅子、山寺宏一、三ツ矢雄二、若本規夫、田中真弓、草尾毅ほか
- 「農夫の妻（アルフレッド・ヒッチコック監督）」日本初公開(MOVIX京都/2017年・ピアノ・チェロ演奏)
- 「ふしだらな女（アルフレッド・ヒッチコック監督）」日本初公開(MOVIX京都/2017年・ピアノ・チェロ演奏)
- 第30回東京国際映画祭『キートンのマイホーム』『キートンの蒸気船』『チャップリンの冒険』(TOHOシネマズ 六本木ヒルズ/2017年・ピアノ・チェロ演奏)